# アセトアセチルCoAヒドロラーゼ
アセトアセチルCoAヒドロラーゼ(Acetoacetyl-CoA hydrolase、EC 3.1.2.11)は、以下の化学反応を触媒する酵素である。
アセトアセチルCoA+水{\displaystyle \rightleftharpoons }補酵素A+アセト酢酸
従って、この酵素の2つの基質はアセトアセチルCoAと水、2つの生成物は補酵素Aとアセト酢酸である。
この酵素は、加水分解酵素に分類され、特にチオエステル結合に作用する。系統名は、アセトアセチルCoAヒドロラーゼである。この酵素は、ブタン酸の代謝に関与している。